# Leila Míccolis
Leila Míccolis (Rio de Janeiro, 1947) é uma poeta, ensaísta, romancista, contista, roteirista de cinema e televisão, dramaturga e editora brasileira. Estreia na poesia em 1965 com o livro Gaveta da Solidão, e foi publicada na antologia 26 poetas hoje, em 1975, organizada por Heloísa Buarque de Hollanda.

## Biografia
Descendente de gregos e italianos, formou-se em Direito em 1969, pela antiga Faculdade Nacional de Direito da Universidade Federal do Rio de Janeiro, tendo exercido a profissão de advogada até 1977, quando decidiu dedicar-se exclusivamente à literatura.
Estreou em 1965 com o livro de poemas "Gaveta da Solidão". Em 1983 começou a escrever roteiros para a televisão, vindo a ser co-autora de telenovelas como Kananga do Japão (1989), com Wilson Aguiar Filho (1951-1991), e Barriga de Aluguel (1990), com Glória Perez (1948).
Fundou, em 1991, com o também poeta Urhacy Faustino (1968), seu marido, o jornal literário "Blocos", que ganhou uma versão virtual oito anos depois. Entre 2004 e 2007, fez o Mestrado em Ciência da Literatura (Teoria Literária) na UFRJ. É Doutora também em Ciência da Literatura (Teoria Literária) pela mesma Universidade. Em 2005 ministrou curso de extensão sobre texto televisivo na UFRJ.
É autora de três dezenas de livros (poesia/prosa), novelas de TV, teatro, roteirista de cinema. Tem obras publicadas em países como França, México, Colômbia, Estados Unidos e Portugal.
Tem vários poemas com temática lésbica. Foi ativista no Grupo Auê, no Rio de Janeiro entre 1979 e 1980, tendo chegado a coordenar um pré-EBHO nesta cidade. Participou do "I Concurso de Poesia Gay do Brasil", promovido pelo Grupo Gay da Bahia em 1982, com o poema "Teus Seios".

## Trabalhos na TV
| Ano     | Título                     | Escalação           | Parceiros Titulares                                 | Emissora      |
| ------- | -------------------------- | ------------------- | --------------------------------------------------- | ------------- |
| 1987    | Mania de Querer            | Colaboradora        | Sylvan Paezzo                                       | Rede Manchete |
| 1987    | A Rainha da Vida           | Colaboradora        | Sylvan Paezzo                                       | Rede Manchete |
| 1987    | Autora Principal           | Wilson Aguiar Filho |                                                     | Rede Manchete |
| 1987    | Corpo Santo                | Colaboradora        | José Louzeiro Cláudio MacDowell Wilson Aguiar Filho | Rede Manchete |
| 1988    | Olho por Olho              | Colaboradora        | Wilson Aguiar Filho José Louzeiro Geraldo Carneiro  | Rede Manchete |
| 1989    | Kananga do Japão           | Colaboradora        | Wilson Aguiar Filho                                 | Rede Manchete |
| 1990    | Barriga de Aluguel         | Colaboradora        | Gloria Perez                                        | Rede Globo    |
| 1990–91 | Fronteiras do Desconhecido | Roteirista          |                                                     | Rede Manchete |
| 1997    | Mandacaru                  | Colaboradora        | Carlos Alberto Ratton                               | Rede Manchete |
| 2009    | Caminho das Índias         | Colaboradora        | Carlos Lombardi Elizabeth Jhin                      | Rede Globo    |

## Obra
- Elaborou verbetes para a Enciclopédia de Literatura Brasileira (MEC/OLAC).
- Publicou: "Catálogo da Imprensa Alternativa”, 1986, pela RioArte/Prefeitura do RJ.
- A sair, pela prefeitura de Imperatriz, Maranhão, a Enciclopédia Brasileira de Imprensa Alternativa, com cerca de 2.000 publicações.
- Participou da Revista Poesia Sempre nº 7 (Biblioteca Nacional/MEC), consta do Banco de Dados Informatizados do Banco Itaú - Módulo Literatura Brasileira, Setor Poesia (categoria: “Tendências Contemporâneas”) e dos “Cadernos Poesia Brasileira” - vol. 4, “Poesia Contemporânea”, editado pela mesma instituição, 1997.
- Seu livro reunindo sua obra quase completa, “Sangue Cenográfico” (Ed. Blocos, 1997) tem prefácios de Heloísa Buarque de Hollanda, Nélida Piñon, Gilberto Mendonça Teles, Ignácio de Loyola Brandão.
- Sua obra é citada e analisada por escritores como: Affonso Romano de Sant'Anna (Ed. Vozes/1978), Glauco Mattoso (Ed. Brasiliense/1981),  Jair Ferreira dos Santos(idem/1986), Assis Brasil (Ed. Imago/FBN/UMC, 1998).
- Em 2004, foi convidada a integrar o Projeto Celulivros (lançamento de livros de poesia através de telefonia celular).